# Pamięci Pawła Bergera
Pamięci Pawła Bergera – część koncertu Dżemu wydana jako album w 2007 roku. Jest on poświęcony zmarłemu w wypadku samochodowym Pawłowi Bergerowi, pianiście oraz współzałożycielowi i kompozytorowi grupy.
Koncert odbył się w Zabrzu 27 stycznia 2006 w Domu Muzyki i Tańca. Wzięli w nim udział przyjaciele i byli współpracownicy zespołu. Instrumentaliści: Wojciech Karolak, bracia Józef i Jan Skrzek, Rafał Rękosiewicz, Krzysztof Głuch, przy klawiszach zasiadł aktualny wokalista zespołu Maciej Balcar. Wokaliści: oprócz Balcara, jego poprzednik w Dżemie, Jacek Dewódzki oraz syn pierwszego frontmana, Sebastian Riedel.
Nagrania uzyskały certyfikat złotej płyty.

## Lista utworów
CD 1
1. „W drodze do nieba” – 6:26
2. „Mała Aleja Róż” – 6:56
3. „Dzikość mego serca” – 5:30
4. „Człowieku co się z tobą dzieje” – 5:16
5. „Cała w trawie” – 6:43
6. „Oh, słodka” – 12:05
7. „Jesiony” – 9:52
8. „Modlitwa III – pozwól mi” – 10:08

CD 2
1. „Zapal świeczkę” – 5:05
2. „Magazyn mód” – 5:39
3. „Najemnik II” – 9:19
4. „Powiedz czy słyszysz” – 5:58
5. „Sen o Victorii” – 5:52
6. „Niewinni i ja cz. I i II” – 17:39
7. „Skazany na bluesa” – 7:59
8. „Autsajder” – 10:42

## Skład
- Maciej Balcar – śpiew, fortepian
- Janusz Borzucki – instrumenty klawiszowe
- Adam Otręba – gitara
- Beno Otręba – gitara basowa
- Jerzy Styczyński – gitara
- Zbigniew Szczerbiński – perkusja

### Dodatkowi muzycy
CD 1
- Rafał Rękosiewicz – organy Hammonda (2)
- Jacek Dewódzki – śpiew (3)
- Jan Skrzek – fortepian (4)
- Józef Skrzek – moog (6)
- Wojciech Karolak – organy Hammonda (4, 5)
- Krzysztof Głuch – rhodez piano, fortepian (4, 7. 8)
- Sebastian Riedel – gitara, śpiew, harmonijka ustna (7)

CD 2
- Jacek Dewódzki – śpiew (1, 4, 8)
- Krzysztof Głuch – fortepian, rhodez piano (2, 8)
- Rafał Rękosiewicz – organy Hammonda (3, 5, 7, 8)
- Wojciech Karolak – organy Hammonda (3, 5, 8)
- Jan Skrzek – fortepian (8)
- Józef Skrzek – moog, harmonijka ustna (6, 8)
- Sebastian Riedel – gitara, śpiew (8)
- Ryszard Kramarczyk – akordeon (8}

## Sprzedaż
| Oficjalna Lista Sprzedaży OLiS |    |    |    |    |    |    |    |    |    |    |    |    |
| Tydzień                        | 01 | 02 | 03 | 04 | 05 | 06 | 07 | 08 | 09 | 10 | 11 | 12 |
| Pozycja                        | 20 | 9  | 16 | 24 | 22 | 25 | 26 | 32 | 45 | -  | -  | -  |